# Zelenohirske
Zelenohirske (ukrainien : Зеленогірське, russe : Зеленогірське) est une commune urbaine de l'oblast d'Odessa, en Ukraine. Elle compte 1 444 habitants en 2021.